# Donnelsville
Donnelsville és una població dels Estats Units a l'estat d'Ohio. Segons el cens del 2000 tenia 293 habitants.

## Demografia
Segons el cens del 2000, Donnelsville tenia 293 habitants, 98 habitatges, i 81 famílies. La densitat de població era de 290,1 habitants/km².
Dels 98 habitatges en un 49% hi vivien nens de menys de 18 anys, en un 64,3% hi vivien parelles casades, en un 12,2% dones solteres, i en un 17,3% no eren unitats familiars. En el 13,3% dels habitatges hi vivien persones soles el 4,1% de les quals corresponia a persones de 65 anys o més que vivien soles. El nombre mitjà de persones vivint en cada habitatge era de 2,99 i el nombre mitjà de persones que vivien en cada família era de 3,25.
Per edats la població es repartia de la següent manera: un 32,4% tenia menys de 18 anys, un 8,2% entre 18 i 24, un 30,7% entre 25 i 44, un 20,8% de 45 a 60 i un 7,8% 65 anys o més.
L'edat mediana era de 32 anys. Per cada 100 dones de 18 o més anys hi havia 120 homes.
La renda mediana per habitatge era de 63.125 $ i la renda mediana per família de 66.389 $. Els homes tenien una renda mediana de 45.000 $ mentre que les dones 47.750 $. La renda per capita de la població era de 21.104 $. Aproximadament el 4,5% de les famílies i el 9,5% de la població estaven per davall del llindar de pobresa.

## Poblacions més properes
El següent diagrama mostra les poblacions més properes.